# B-22 (Spanje)

De B-22

De B-22 is een autovía in Catalonië. De snelweg is 4,3 kilometer lang en verbindt de B-20 en de C-31 met de luchthaven van Barcelona.